# Вампирите не струват
„Вампирите не струват“ (на английски: Vampires Suck) е американска пародийна комедия на ужасите от 2010 г., написана и режисирана от Джейсън Фрийдбърг и Арън Зелцър. Във филма участват Джен Проски, Мат Лантър, Крис Риджи, Кен Джонг, Аналийз ван дер Пол и Ариел Кебъл. Филмът е пародия на поредицата „Здрач“. Като в предишните филми на Фрийдбърг и Зелцър, филмът е похвален от критиците за хумора и сюжета му. Филмът е пуснат по кината на 18 август 2010 г. от „Туентиът Сенчъри Фокс“.